# Baney
Baney o Santiago de Baney, és un municipi de Guinea Equatorial, de la província de Bioko Nord i situat a l'illa homònima. Antigament era coneguda com a Santiago de Baney.
Segons cens de 2015 tenia una població de 2.365 habitants.